# Parusfelsen

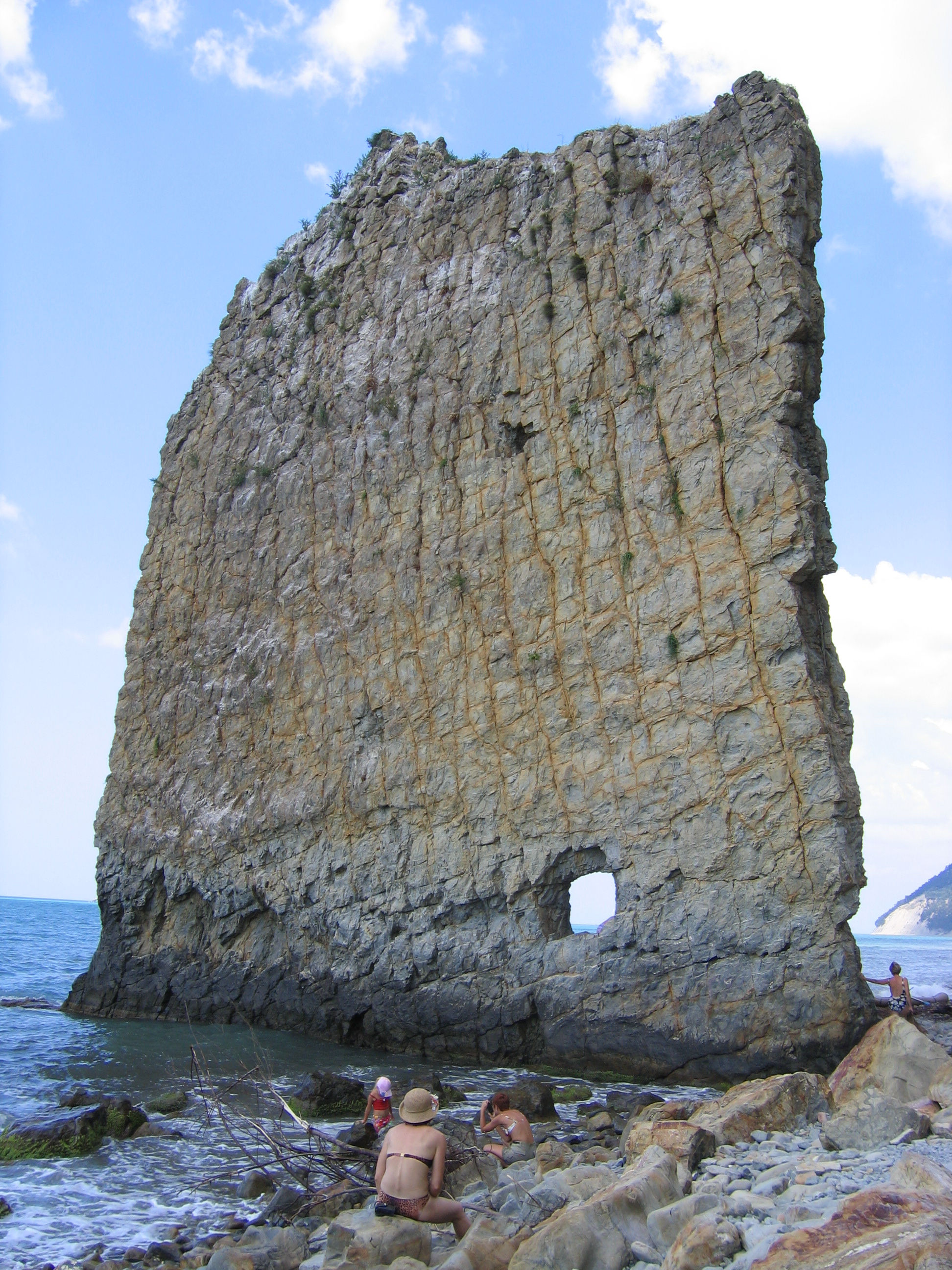
Parusfelsen

Der Parusfelsen (russisch: Скала Парус, Skala Parus, deutsch Segelfelsen) ist eine Klippe in der Region Krasnodar, an der Küste des Schwarzen Meeres. Der Strand, Umgebung sowie nahegelegene Kurorte bieten Möglichkeiten zur Erholung und für Freizeitaktivitäten. Das Naturmonument liegt 17 km im Südosten von Gelendschik (russisch: Геленджик) nicht weit vom Dorf Praskowejewka (russisch: Прасковеевка) entfernt.
Der Parusfelsen ist eine in alle Richtungen senkrecht aufragende Gesteinswand, die aus Sandstein besteht und rechtwinklig zum Ufer steht. Durch die Einwirkung geologischer Kräfte wurde er aus dem Gestein herausgeformt. Drei Viertel der Wand liegen auch bei Flut über Wasser. Besonders auffällig sind die Proportionen des Naturdenkmals. Bei einer Dicke von etwas über einem Meter am Fuße misst die Klippe zirka 25 m in der Höhe und 20 m in der Länge. Das gibt dem Felsen das Aussehen eines viereckigen Segels – daher auch der Name.

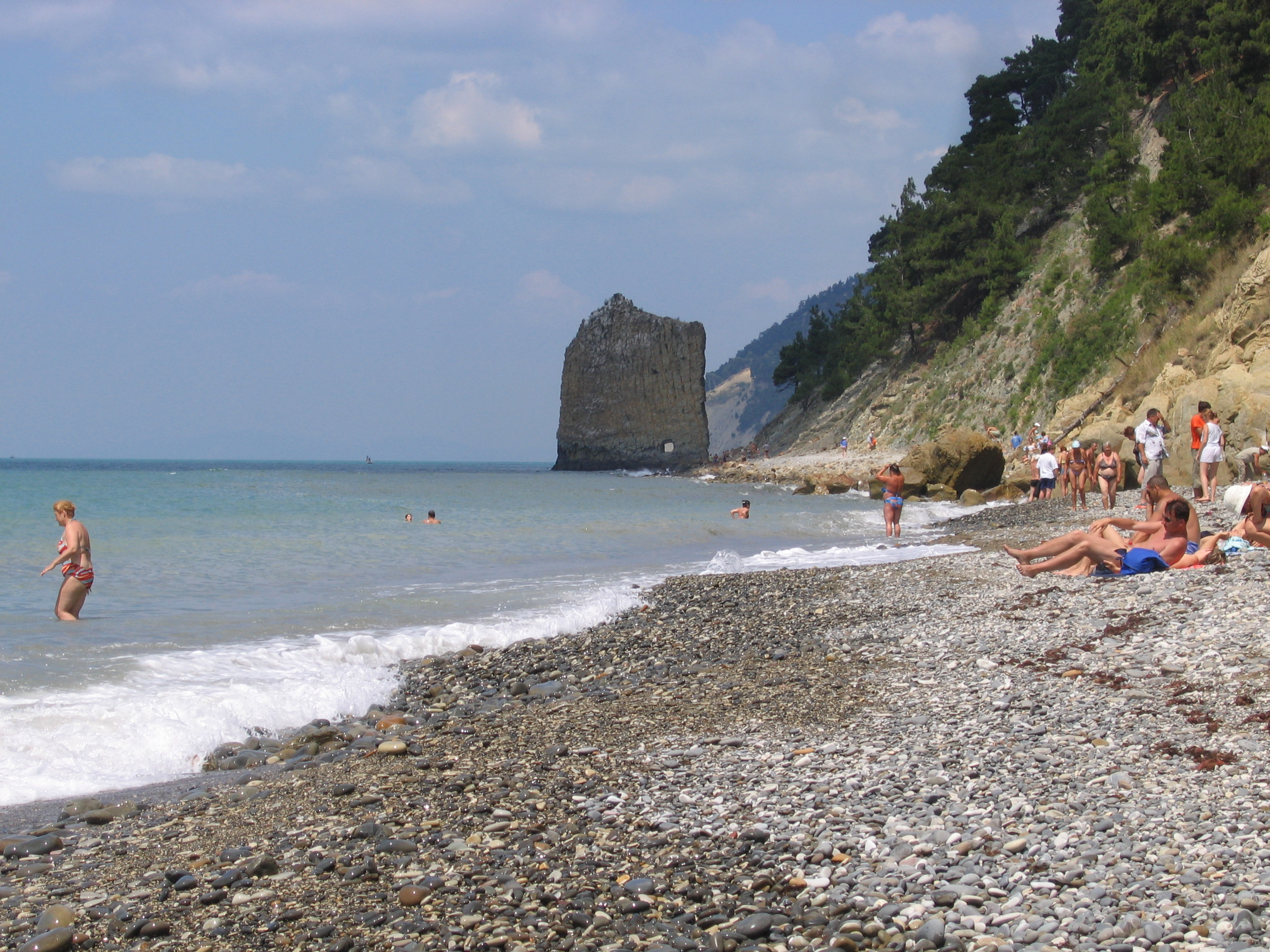
Blick vom Strand auf den Felsen

In einer Höhe von ungefähr 2,5 m hat der Felsen eine Öffnung, deren Entstehung nicht geklärt ist. In vielen Reiseführern wird beschrieben, dass der Felsen während der russisch-türkischen Kriege als Verteidigung gegen Artilleriebeschuss aus den Bergen diente. Diese Version zur Entstehung des Lochs wird jedoch angezweifelt. 1903 schrieb S. Wasjukow, der die Küste des Schwarzen Meeres erforschte, nach der Untersuchung des Felsens, dass die Klippe „durch ein Linienschiff beschossen wurde. Vier Schuss wurden abgegeben, jedoch die Wand hielt stand und obwohl die Spuren sichtbar sind, wurde sie nicht durchlöchert“.

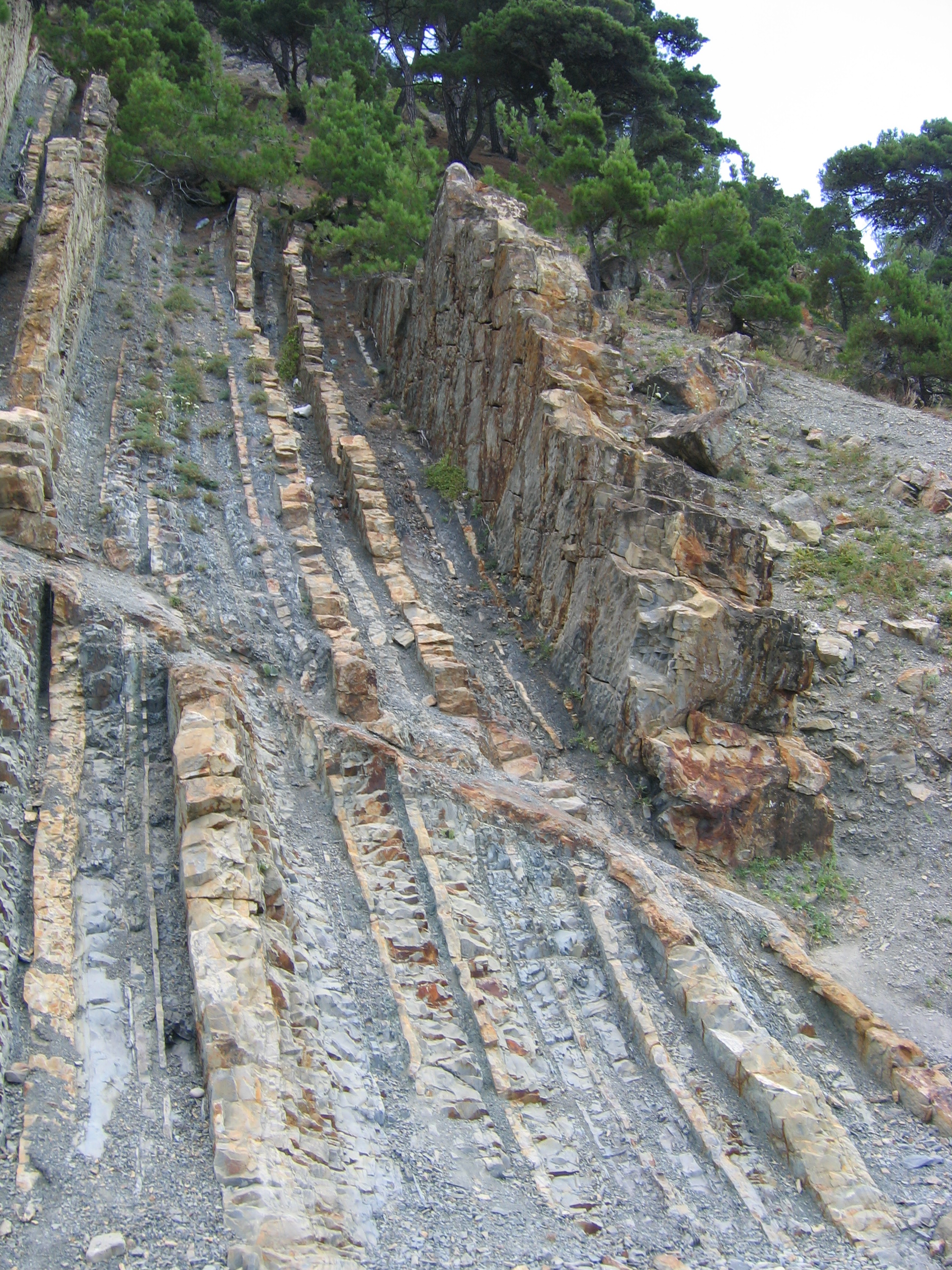
Der Vorsprung auf der rechten Seite hing früher mit dem Parusfelsen zusammen.

Die Bildung der einmaligen Formation wird durch die Erosion des Gesteins durch das Seewasser sowie durch unterschiedliche Festigkeiten des Gesteins erklärt. Der Parusfelsen wurde am 24. November 1971 durch die Behörden von Gelendschik zum Naturdenkmal erklärt. Für den Schutz des Felsens ist der Landschaftsrat von Diwnomorskoje (russisch: Дивноморский сельский совет) zuständig.